# Henrique I da Baviera
Henrique I (919/921 — 1 de novembro de 955) foi Duque da Baviera.

## Vida
Foi o segundo filho do rei Henrique I da Germânia e da sua esposa Matilde de Ringelheim. Tentou uma revolta contra seu irmão mais velho, Otão, em 938, em aliança com Eberardo da Francónia e Giselberto da Lotaríngia, acreditando que tinha um crédito sobre o trono. Em 939 foi derrotado em Birten e forçado a deixar a Germânia. Ele fugiu para a corte de Luís IV de França, mas retornou após reconciliação entre os dois irmãos, e atribuiu a Henrique o Ducado da Lorena.
No entanto, não podia afirmar a sua autoridade em Lorena, e como resultado foi destituído da sua posição. Planeou assassinar Otão na Páscoa de 941, em Quedlimburgo, mas foi descoberto e colocado em cativeiro em Ingelheim, sendo liberto após a sua penitência no Natal daquele ano. Em 948 adquiriu o Ducado da Baviera através do seu casamento com a filha de um nobre da Baviera, Judite da Baviera.
Primeiro defendeu e depois ampliou o seu Ducado em guerras com a Hungria, e através da aquisição de Friuli na Itália. Foi ele que trouxe, para o seu irmão, a futura rainha Adelaide da Itália, de Pavia, em 951. Em 953 abafou uma revolta organizada por Liudolfo da Suábia e Conrado da Lorena. 
Henrique acabou morrendo em 1 de novembro de 955, na Abadia de Pöhlde. Ele foi enterrado no Niedermünster em Ratisbona, onde a sua esposa Judite foi também enterrada. 
O seu filho, Henrique, sucedeu-lhe apenas no trono ducal da Baviera.